# Eugène Desiré Antoine Mittelhauser
Eugène Desiré Antoine Mittelhauser (7 sierpnia 1873 w Tourcoing, 19 grudnia 1949 w Paryżu) – oficer francuski, szef Francuskiej Misji Wojskowej w Czechosłowacji, szef sztabu generalnego Armii Czechosłowackiej w latach 1921–1925. 

## Życiorys
Wstąpił do wojska w 1894 po ukończeniu École spéciale militaire de Saint-Cyr. Początkowo służył w Tunezji. W latach 1899–1901 studiował w École supérieure de guerre. 
Następnie służył w Algierii i Maroku. W 1915 objął dowództwo 60. pp. Dwukrotnie ciężko ranny w I wojnie światowej. Od czerwca 1917 dowódca elitarnej 1. Brygady Marokańskiej. W 1918 został dowódcą 36. dywizji. W lutym 1919 został oddelegowany do Francuskiej Misji Wojskowej w Czechosłowacji. W styczniu 1921 zastąpił gen. Maurice'a Pellé jako dowódca Misji, obejmując także stanowisko szefa sztabu generalnego Armii Czechosłowackiej. Pozostał nim do 30 grudnia 1925, gdy zastąpił go gen. Jan Syrový.
Po powrocie do ojczyzny dowódca 1. dywizji w Lille, następnie korpusu w Bordeaux. Od czerwca 1931 członek Najwyższej Rady Wojennej w Paryżu. W czerwcu 1940 został dowódcą wojsk francuskich w Syrii i Libanie. Początkowo po podpisaniu rozejmu w Compiègne opowiadał się za kontynuowaniem walki, jednak ostatecznie podporządkował się administracji Vichy.